# Bootleg: Live - Hamburg - London
Bootleg: Live - Hamburg - London è il dodicesimo album dei Blue Cheer, pubblicato nell'agosto del 2005 dall'etichetta Rockview Records.

## Tracce
1. Out of Focus – 4:15 (Dickie Peterson)
2. Hoochi Coochi Man – 6:18 (McKinley Morganfield)
3. Babylon – 5:01 (Dickie Peterson)
4. Girl Next Door – 4:19 (Tony Rainier)
5. Heart of the City – 6:44 (Richard Peddicord)
6. Doctor Please – 10:35 (Dickie Peterson)
7. Roadhouse Blues – 4:21 (Jim Morrison, Ray Manzarek, Robby Krieger, John Densmore)
8. Summertime Blues – 5:13 (Eddie Cochran, Dave Capehart)
9. Parchment Farm – 9:11 (Mosé Allison)

## Formazione
- Dickie Peterson - voce, basso
- Andrew MacDonald - chitarra
- Joe Hasselvander - batteria
- Paul Whaley - batteria